# Volstead Act
The Volstead Act (officielt: the National Prohibition Act of 1919), er en amerikansk forordning der blev tilføjet i den amerikanske forfatning, som den attende ændring. Formålet var at etablere et nationalt forbud mod alkoholholdige drikkevarer.
Loven blev i folkemunde opkaldt efter kongresmedlem Andrew Volstead, som var formand for senatets juridiske komite, som havde ansvaret for godkendelse af forslaget, der blev udarbejdet af Wayne Wheeler fra en anti-alkoholisk organisation.
Forslaget blev forkastet af præsident Woodrow Wilson den 28. oktober 1919 af forfatningsmæssige og etiske grunde, men godkendt af kongressen den samme dag og trådte i kraft som lov i 1920 og ophævet i 1933.
Forordningen præciserer at ingen person må fremstille, sælge, bytte, transportere, importere, eksportere, levere, fremlægge eller besidde nogen alkoholdige drikkevarer undtagen disse som tilladt af denne lov.

## Ekstern henvisning og kilde
- Organisationer mod alkohol i USA (engelsk) Arkiveret 13. maj 2008 hos  Wayback Machine